# Подмятников, Анатолий Александрович
Анатолий Александрович Подмятников (24.11.1926, Архангельская область — 01.08.2006) — машинист паровоза локомотивного депо Няндома Северной железной дороги, Архангельская область.

## Биография
Родился 24 ноября 1926 года в поселке Няндома, город, административный центр Няндомского района Архангельской области. Окончил среднюю школу и Няндомское железнодорожное училище.
Трудовую деятельность начал в Няндомском локомотивном депо Кировской железной дороги в 1943 году. Отличился при провозе грузов, работая помощником машиниста паровоза, к блокадному Ленинграду.
В 1945—1950 годах проходил срочную службу в рядах Советской Армии. После демобилизации вернулся домой. В 1952 году окончил Вологодскую дортехшколу. Продолжал работать на железной дороге машинистом паровоза. За успехи в труде награждён нагрудными знаками «Отличный паровозник» в 1957 году и «Отличник социалистического соревнования железнодорожного транспорта» в 1958 году. Бригада Подмятникова А. А. водила составы до трех тысяч тонн одним паровозом, перевозили 100 тысяч тонн груза ежегодно, развернула движение по методу Гагановой.
Указом Президиумом Верховного Совета СССР от 1 августа 1959 года за выдающиеся заслуги, достигнутые в деле развития железнодорожного транспорта Подмятникову Анатолию Александровичу было присвоено звание Героя Социалистического Труда с вручением Золотой Звезды «Серп и Молот» и ордена Ленина.
Окончив курсы машинистов тепловоза, Подмятников водил пассажирские составы, стал машинистом-инструктором. Он участник съезда железнодорожников, член обкома КПСС, райпрофсожа и пленума дорпрофсожа Северной железной дороги. В 1967 году награждён знаком «Почетный железнодорожник» за высокую экономию топлива, в 1989 году — знаком «За безаварийный пробег 1000000 км».
После выхода на пенсию работал мастером группы помощников машинистов в Няндомском профтехучилище № 11. За многолетний добросовестный труд на железнодорожном транспорте в 1989 году А. Подмятникову присвоено звание «Почетный гражданин города Няндома». Скончался 1 августа 2006 года.
Награждён орденом Ленина, медалями.